# Edgard de Maigret
Marie Edgard comte de Maigret, baron de Stockem, né le 8 mai 1841 au château d'Avennes à Hermonville (Marne) et mort le 13 octobre 1910 à Trouville-sur-Mer (Calvados) est un officier général de marine français.

## Biographie
Marie Edgar de Maigret était le fils aîné de Joseph-Gustave comte de Maigret (1810-1891) et d’Aline-Félicie d'Avennes d'Hermonville (1817-1870). Il entra à l’École navale le 1er octobre 1858 et fut nommé aspirant de 2e classe le 1er août 1860. Embarqué successivement sur plusieurs bâtiments, il assista au siège de Gaète en 1860, et participa à l’expédition française en Syrie et à l’intervention française au Mexique. À son retour, il navigua dans la Manche et la mer du Nord, puis devint l’aide de camp du préfet maritime de Cherbourg, fonction qu'il abandonna le 15 juillet 1870, à la veille de la guerre franco-allemande de 1870, pour embarquer sur le cuirassé Savoie. Le 15 décembre il revint à terre pour devenir l’aide de camp du général Périgot, commandant la place de Dunkerque. En juin 1871, il rejoignit Toulon et embarqua sur la frégate cuirassée l'Océan en qualité d’aide de camp du vice-amiral commandant l’escadre d'évolutions.
Ses compétences lui valurent de nombreuses affectations : secrétaire de la commission de la tactique, officier d'ordonnance du ministre de la Marine, membre du jury à l'exposition universelle de 1878, commandant du Boursaint à l'escadre du Gabon et de l'Atlantique sud puis officier en second du Dupleix. Il revint ensuite auprès du ministre de la Marine en qualité d'aide de camp.
Nommé chef d'état-major de l'escadre d'Extrême-Orient sous les ordres l'amiral Courbet, il prit part à guerre franco-chinoise et à la prise du Tonkin, ce qui lui valut d'être élevé à la dignité d'officier de la Légion d'honneur. Il devint ensuite le sous-chef d'état-major général de la marine, puis assura l'intérim du chef d'état-major général dans le ministère de l'amiral Aube. Fin 1888 il fut le chef d'état-major du vice-amiral Bergasse Dupetit-Thouars, commandant l'escadre d'évolution de la Méditerranée, puis devint, début 1890, officier d'ordonnance du président de la République Sadi Carnot.

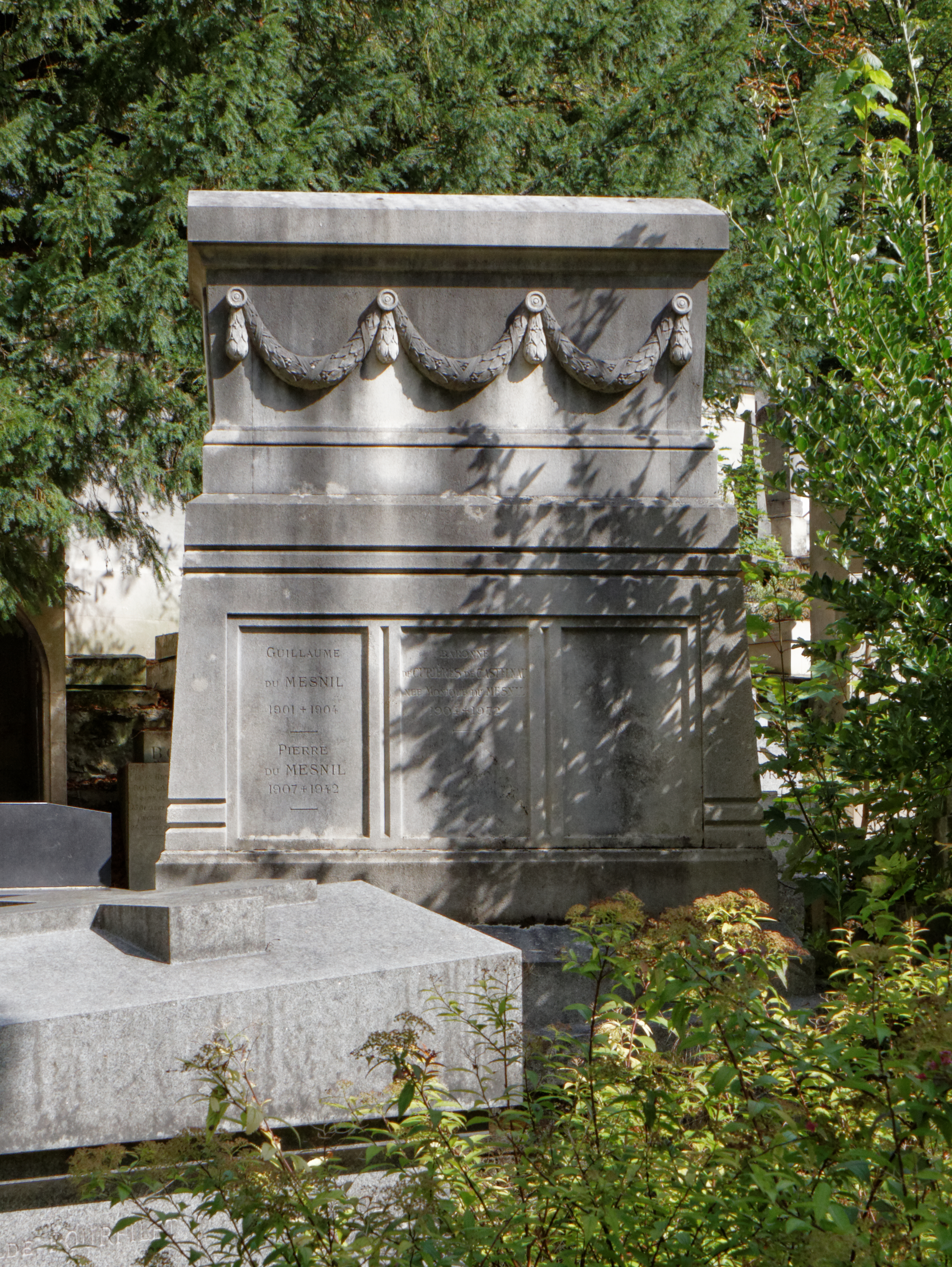
Tombe au cimetière du Père-Lachaise.

Directeur du personnel au ministère de la Marine, il devint préfet maritime de Cherbourg de 1897 à 1899. Il fut membre de nombreux comités : conseil des travaux de la marine, conseil de perfectionnement de l'École polytechnique, conseil des observatoires, conseil supérieur de la marine (qu'il présida par la suite), commission des archives nationales et commission de défense du littoral. Il fut également vice-président de la commission des phares.
Décédé le 13 octobre 1910 dans sa propriété des Annelles à Trouville-sur-Mer, il fut inhumé dans le caveau de sa famille au cimetière du Père-Lachaise à Paris. Il y repose aux côtés de son épouse, Marie Reynaud (1843-1928) (fille de Léonce Reynaud, responsable du Service des phares et balises de 1846 à 1877, et nièce du philosophe Jean Reynaud), dont il a eu une fille, Renée (1869-1900), et un fils, Jean (1873-1904).

## Carrière militaire
- Enseigne de vaisseau le 1er septembre 1864,
- lieutenant de vaisseau le 7 mars 1868,
- capitaine de frégate le 31 octobre 1882,
- capitaine de vaisseau le 28 mars 1885,
- contre-amiral le 1er juin 1891,
- vice-amiral le 16 mars 1897.

## Distinctions et hommages
- Grand-croix de la Légion d'honneur le 8 mai 1906, insignes remis par le président de la République Armand Fallières le 30 mai 1906[3]
- Officier d'académie
- Médaille commémorative de l'expédition du Tonkin
- Médaille commémorative de l'expédition du Mexique (1862)

Une rue de Trouville-sur-Mer porte son nom.
Une vedette de la SNSM de Saint-Malo lui est dédiée.
Son nom fut donné au deuxième canot de sauvetage de Lesconil, l'Amiral Maigret, inauguré en 1911.